# Sân bay Vágar

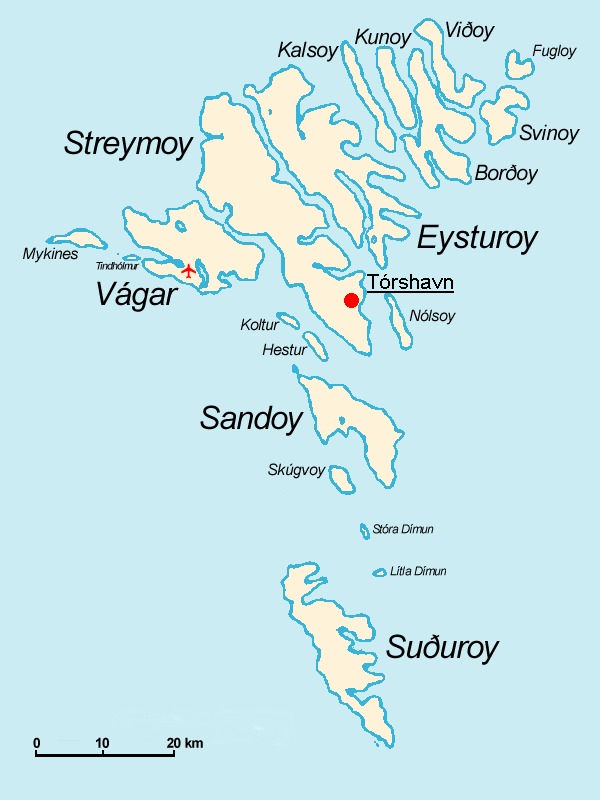
Bản đồ Quần đảo Faroe. Vị trí Phi trường được đánh dấu bằng máy bay màu đỏ.

Phi trường Vágar (tiếng Faroe: Vágar Floghavn; mã IATA: FAE, mã ICAO: EKVN) là phi trường duy nhất của Quần đảo Faroe. Phi trường Vágar nằm ở gần làng Sørvárgur, phía tây đảo Vágar. Phi trường Vágar là căn cứ (hub) của hãng hàng không quốc gia Atlantic Airways của quần đảo Faroe.
Từ năm 1963 tới ngày 1 tháng 5 năm 2007 phi trường Vágar do Cơ quan hàng không quốc gia Đan Mạch sở hữu và điều hành. Từ ngày 1 tháng 5 năm 2007, phi trường được trao cho chính phủ tự trị Quần đảo Faroe.

## Lịch sử
- Năm 1944, phi trường được lực lượng Công binh Hoàng gia Anh (British Royal Engineers) xây dựng, khi Quân đội Hoàng gia Anh chiếm đóng quần đảo Faroe trong Thế chiến thứ hai, dùng làm phi trường quân sự.
- Năm 1942, máy bay quân sự đầu tiên đáp xuống phi trường
- Sau Thế chiến thứ hai, phi trường được trao cho Quốc hội quần đảo Faroe
- Ngày 1 tháng 4 năm 1963, do sáng kiến của 2 tư nhân ở làng Sørvágur, phi trường được dùng làm phi trường dân sự do sự hợp tác với hãng hàng không Icelandair và mỗi tuần có 2 chuyến bay bằng 1 máy bay DC-3 từ Reykjavík (Iceland) qua Vágar tới Bergen (Na Uy và Copenhagen (Đan Mạch) cùng một tuyến đường tới Glasgow (Scotland). Sau đó phi trường được mở rộng dần dần. Hãng hàng không Maersk Air của Tập đoàn A.P.Moller-Maersk cũng mở các chuyến bay từ Copenhagen tới Vágar và ngược lại.
- Ngày 10 tháng 11 ăm 1988, hãng hàng không quốc gia Atlantic Airways được thành lập và cũng mở tuyến bay tới Copenhagen, cạnh tranh với Maersk Air
- Năm 2002, khai trương đường hầm Vágartunnilin dài 4,9 km từ Vágar tới đảo Streymoy (đảo lớn nhất, nơi có thành phố Tórshavn, thủ phủ của quần đảo), khiến cho việc giao thông từ thủ phủ tới phi trường tiện lợi hơn.
- Năm 2004 Maersk Air ngưng các chuyến bay tới Vágar
- Năm 2006, công ty hàng không tư FaroeJet được thành lập và cạnh tranh với Atlantic Airways, nhưng chỉ sau 1 năm thì công ty hàng không FaroeJet bị phá sản.
- Tuy nhiên vì đường băng cất và hạ cánh của phi trường chỉ dài 1.250 m, nên chỉ có loại máy bay BAe 146 là dễ sử dụng thôi[4].

## Các hãng hàng không và nơi đến
- Air Iceland
  - Reykjavík
- Atlantic Airways
  - Billund
  - Copenhagen
  - Aalborg
  - Reykjavík
  - Aberdeen
  - London
  - Oslo
  - Stavanger
  - Quần đảo Shetland
  - Stockholm (từ mùa hè năm 2008)